# Montaigu-Zichem
Pour les articles homonymes, voir Montaigu.

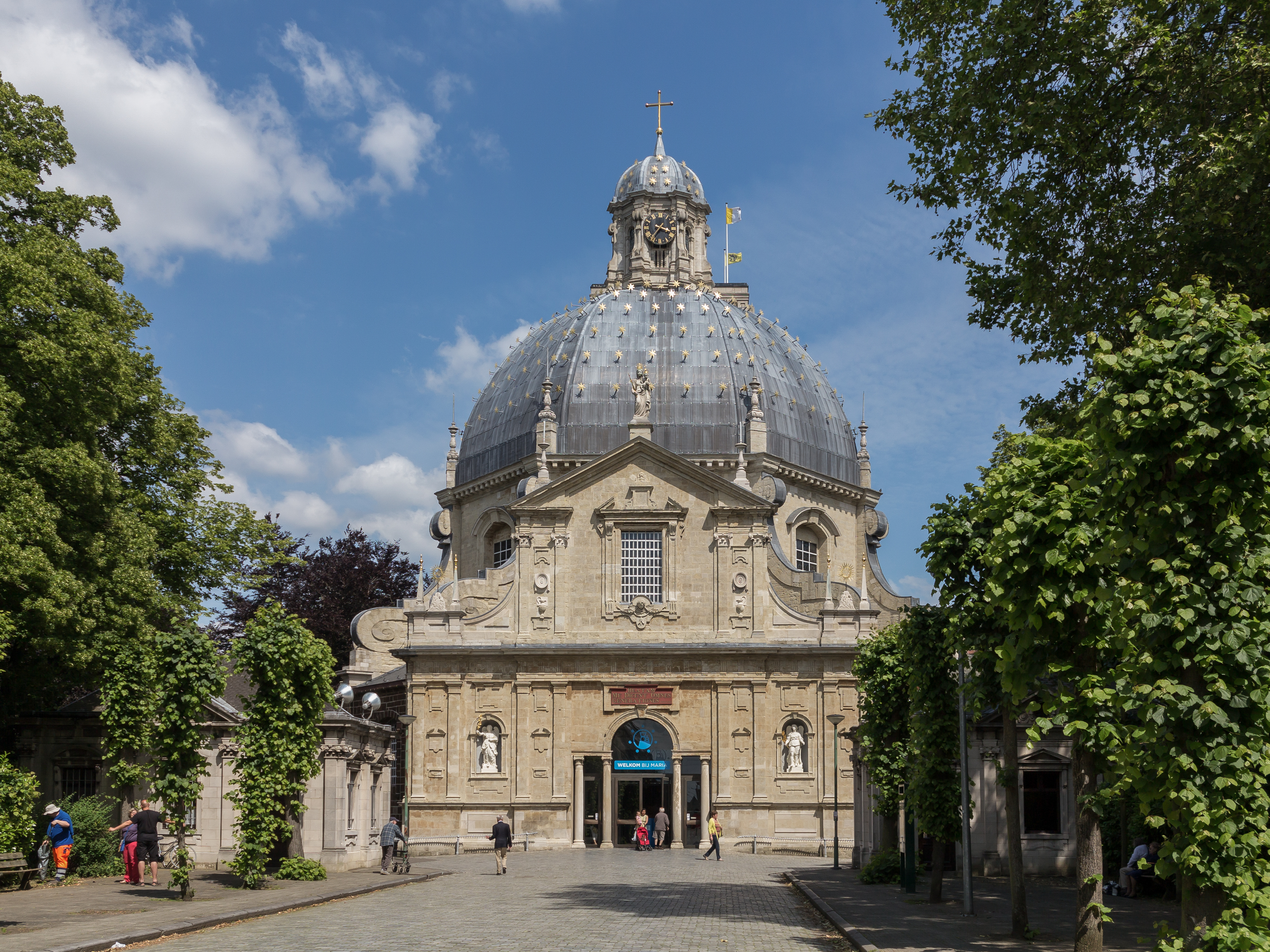
Basilique Notre-Dame de Montaigu

Montaigu-Zichem (nom courant et officiel en français, en néerlandais Scherpenheuvel-Zichem) est une ville néerlandophone de Belgique située en Région flamande dans la province du Brabant flamand.

## Sections de commune
| # | Nom               | Superf. (km²). | Habitants (2022). | Habitants par km² | Code INS |
| - | ----------------- | -------------- | ----------------- | ----------------- | -------- |
| 1 | Averbode          | 9,19           | 3.463             | 377               | 24134E   |
| 2 | Messelbroek       | 5,80           | 1.955             | 337               | 24134C   |
| 3 | Montaigu          | 13,44          | 8.439             | 628               | 24134A   |
|   | Montaigu (centre) | 5,59           | 6.071             | 1.086             |          |
|   | Schoonderbuken    | 1,29           | 1.473             | 1.142             |          |
|   | Kaggevinne        | 6,56           | 895               | 136               |          |
| 4 | Testelt           | 6,76           | 3.115             | 461               | 24134D   |
|   | Testelt (centre)  | 4,07           | 2.007             | 493               |          |
|   | Ter hoeve         | 2,69           | 1.108             | 412               |          |
| 5 | Zichem            | 15,95          | 6.544             | 410               | 24134B-F |
|   | Zichem (centre)   | 9,53           | 3.031             | 318               |          |
|   | Keiberg           | 4,05           | 2.343             | 579               |          |
|   | Okselaar          | 2,38           | 1.170             | 491               |          |

## Héraldique
|  | La commune possède des armoiries qui lui ont été octroyées le 13 décembre 1988. L'arbre sur les armoiries symbolise l'arbre de la légende qui raconte l'existence de Montaigu. La légende raconte qu'une petite statue de la Vierge Marie était suspendue à cet arbre. Un berger est venu et voulait l'emporter, mais dès qu'il l'eut prise, il ne pouvait plus bouger. Quand une autre personne est venue et l'a placée à nouveau sur l'arbre, le berger pouvait se déplacer à nouveau. Cela a été considéré comme un miracle et Montaigu en Belgique est devenu un lieu de pèlerinage. Le duc Albert et la duchesse Isabelle ont financé la construction d'une immense basilique baroque au centre de Scherpenheuvel. Chaque année au mois de mai, la saison des pèlerinages est ouverte par un festin et chaque année en novembre, la saison est fermée par une procession appelée « Kaarskensprocessie », la « procession des bougies. » Les chevrons proviennent des anciennes armoiries de Montaigu. Les trois roses sont extraites des bras de Messelbroek. Blasonnement : Parti 1. d'argent à trois chevrons d'azur 2. de gueules à trois quintefeuilles d'or. L'écu placé devant Notre-Dame de Scherpenheuvel au naturel. - Délibération communale : 30 décembre 1987 - Arrêté de l'exécutif de la communauté : 13 décembre 1988 - Moniteur belge : 8 novembre 1989 Source du blasonnement : Heraldy of the World. |

## Démographie

### Démographie: Commune fusionée
Graphe de l'évolution de la population de la commune (la commune de Montaigu-Zichem étant née de la fusion des anciennes communes de Montaigu, d'Averbode, de Zichem, de Messelbroek et de Testelt, les données ci-après intègrent les cinq communes dans les données avant 1977).
Les chiffres des années 1831 à 1970 tiennent compte des chiffres des anciennes communes fusionnées.
- Source: DGS , de 1831 à 1981=recensements population; à partir de 1990 = nombre d'habitants chaque 1 janvier[5]

## Patrimoine
- Basilique Notre-Dame de Montaigu (en néerlandais : Onze-Lieve-Vrouwe van Scherpenheuvel)
- Liste des monuments historiques de Montaigu-Zichem

## Transport
- Gare de Testelt
- Gare de Zichem

## Personnalité
- Pierre-Jean Beckx (1795-1887), 22e supérieur général des jésuites, est né à Zichem.
- Noémie Wolfs, chanteuse du groupe rock Hooverphonic.

## Sources
- « Pinakes », sur Pinakes (consulté le 18 octobre 2020)